# Desierto y semidesierto del sur de Irán
El desierto y semidesierto del sur de Irán es una ecorregión de la ecozona paleártica, definida por WWF, que se extiende por el sur de Irán y las zonas fronterizas de Irak y Pakistán.

## Descripción
Es una ecorregión de desierto que ocupa 351.500 kilómetros cuadrados a lo largo del sur de Irán y las zonas fronterizas de los vecinos Irak y Pakistán.

## Estado de conservación
En peligro crítico.